# عشق فراموش‌شده (فیلم)
فیلم سینمایی  عشق فراموش‌شده (به لهستانی: Znachor) محصول ۲۰۲۳ از سینمای لهستان است. این فیلم سومین اقتباسی از رمانی به همین نام است. 
داستان «عشق فراموش شده» در دوران میان دو جنگ جهانی اتفاق می‌افتد. این داستان درباره یک جراح معروف به نام رافال ویلچور است که در اوج موفقیت حرفه‌ای خود قرار دارد، اما همسرش به طور غیرمنتظره‌ای او را ترک می‌کند و دخترش ماریسیا را نیز با خود می‌برد.
رافال که توسط همسرش ترک شده، قربانی یک سرقت می‌شود و بر اثر آسیب‌های وارده به سرش حافظه‌اش را از دست می‌دهد. ابتدا همه فکر می‌کنند که به خاطر آسیب مغزی، مُرده است، اما پانزده سال بعد در روستاها ظاهر می‌شود. اما رافال دیگر هویت خود را نمی‌داند و حافظه‌اش را از دست داده است. با این حال، حتی پس از سال‌ها فراموشی، همچنان خاطراتی پراکنده از دخترش را به یاد می‌آورد و می‌تواند به حرفه پزشکی ادامه دهد. اما رویایی دوباره با دخترش، داستان را به شکلی دیگر به پیش می‌برد.